# Asa-curta-pequeno
Asa-curta-pequeno (nome científico: Brachypteryx leucophris)) é uma espécie de ave da família Turdidae.
Pode ser encontrada nos seguintes países: Bangladesh, Butão, Camboja, China, Índia, Indonésia, Laos, Malásia, Myanmar, Nepal, Tailândia e Vietname.
Os seus habitats naturais são: regiões subtropicais ou tropicais húmidas de alta altitude.